# László Weiner
Dans le nom hongrois Weiner László, le nom de famille précède le prénom, mais cet article utilise l’ordre habituel en français László Weiner, où le prénom précède le nom.
Pour les articles homonymes, voir Weiner.
László Weiner, né le 9 avril 1916 à Szombathely et mort le 25 juillet 1944 au camp de travail de Lukov, est un pianiste, un chef d'orchestre et un compositeur hongrois.

## Biographie
László Weiner est né le 9 avril 1916 à Szombathely. Il commence ses études dans sa ville natale. En assistant à une représentation de Háry János, une comédie lyrique de Zoltán Kodály, il prend conscience du tournant de sa vie : « Je remercie le grand Maître et les interprètes les plus compétents du Maître de m'avoir montré le chemin que je dois suivre. Le chemin magnifique s'est éclairé. ».
Il suit les cours de compositions de Zoltán Kodály à partir de 1934 et ceux de l'Académie de musique jusqu'en 1940. La première représentation de l'une de ses œuvres a lieu en 1939 sous la direction de Lajos Rajter alors qu'il dirige lui-même deux oratorios de Händel.
Le 10 octobre 1942, il épouse Véra Rózsa, la cantatrice soliste des deux oratorios qu'il a dirigés. Mais les lois anti-Juifs de la Seconde Guerre mondiale vont rapidement briser le jeune et talentueux compositeur. Il est déporté au camp de travail Lukov où il meurt le 25 juillet 1944.

## Œuvres

### Musique de chambre
- Trio à cordes - Sérénade, 1938 ;
- Duo pour violon et alto, 1939 ;
- Sonate pour alto et piano, 1939 ?
- Deux mouvements pour clarinette et piano

### Musique concertante
- Concerto pour piano, flûte, alto et orchestre à cordes, 1941 ;

### Musique vocale
- Trois mélodies

## Discographie
- Weiner: Chamber Music with Viola, Hungaroton HCD 32607 ;
- In Memoriam: Hungarian Composers, Victims of the Holocaust, Hungaroton HCD32597.